# Skadarlija
Skadarlija es una calle de aspecto antiguo, barrio y antigua municipalidad de Belgrado, Serbia, ubicado actualmente en el municipio de Stari Grad (Belgrado), (Ciudad Vieja). Skadarlija preserva parcialmente en su ambiente las tradiciones y construcciones tradicionales del lugar, como la 
organización arcaica del sitio, lo que lo convierte en uno de los principales sitios bohemios, siendo comparado con Montmartre, en París. Desde 1967, Skadarlija se encuentra protegida por ley a través de la legislación serbia que protege bienes de interés cultural e histórico.
Después de Kalemegdan, Skadarlija es la segunda atracción turística más visitada de Belgrado, siendo uno de los lugares más visitados por los turistas en la ciudad.

## Ubicación
Skadarlija es ubicada a menos de 300 metros (328,1 yd) noroeste de Terazije, Belgrado central. Su comienza se da justo donde comienza la Plaza de Belgrado y se va achicando a medida que llega su fin, conectándola con la calle Skadarska y las calles cercanas de Zetska y Cetinjska. Al ser una de las calles más famosas de Belgrade, Skadarska tiene menos de 400 metros (437,4 yd) de largo. Conecta la calle Boulevard Déspota Stefan con la calle Dušanova, con el mercado de frutas y verduras Bajloni a cielo abierto, y con la plaza Mira Trailović, que se extiende hasta llegar al barrio de Dorćol. Los barrios de Kopitareva Gradina y Jevremovac se encuentran al este.
A pesar de que el término hoy en día se aplica solo a esta calle, Skadarlija fue un antiguo municipio de Belgrado e incluía una zona mayor que se constituía de al menos veinte calles aledañas.

## Administración
Skadarlija se convirtió en un municipio separado de Belgrado en 1952, tras el fin de la Segunda Guerra Mundial cuando la ciudad comenzó a utilizar los raiónes entre 1945 hasta 1952, cuando el sistema fue abolido. El municipio incluyó una gran parte de la parte urbana de Belgrado, principalmente las zonas aleñadas al Danubio, como Dorćol, Jalija, Stari Grad, entre otros lugares. El censo de 1953 arrojaba que la municpalidad de Skadarlija tenía una población de 31281 habitantes. El 1 de enero de 1957 el municipio fue fusionado con el de Stari Grad y Skadarlija became se convirtió simplemente en una «comunidad local» del mismo (mesna zajednica), una unidad submunicipal de carácter administrativo, dentro de aquella. De acuerdo con los censos que se realizaron posteriormente, la comunidad local de Skadarlija tenía una población de 7.399 en 1981, 7.074 en 1991 y 5.942 en 2002. El municipio de Stari Grad posteriormente eliminó la subdivisión de comunidades internas.

## Historia

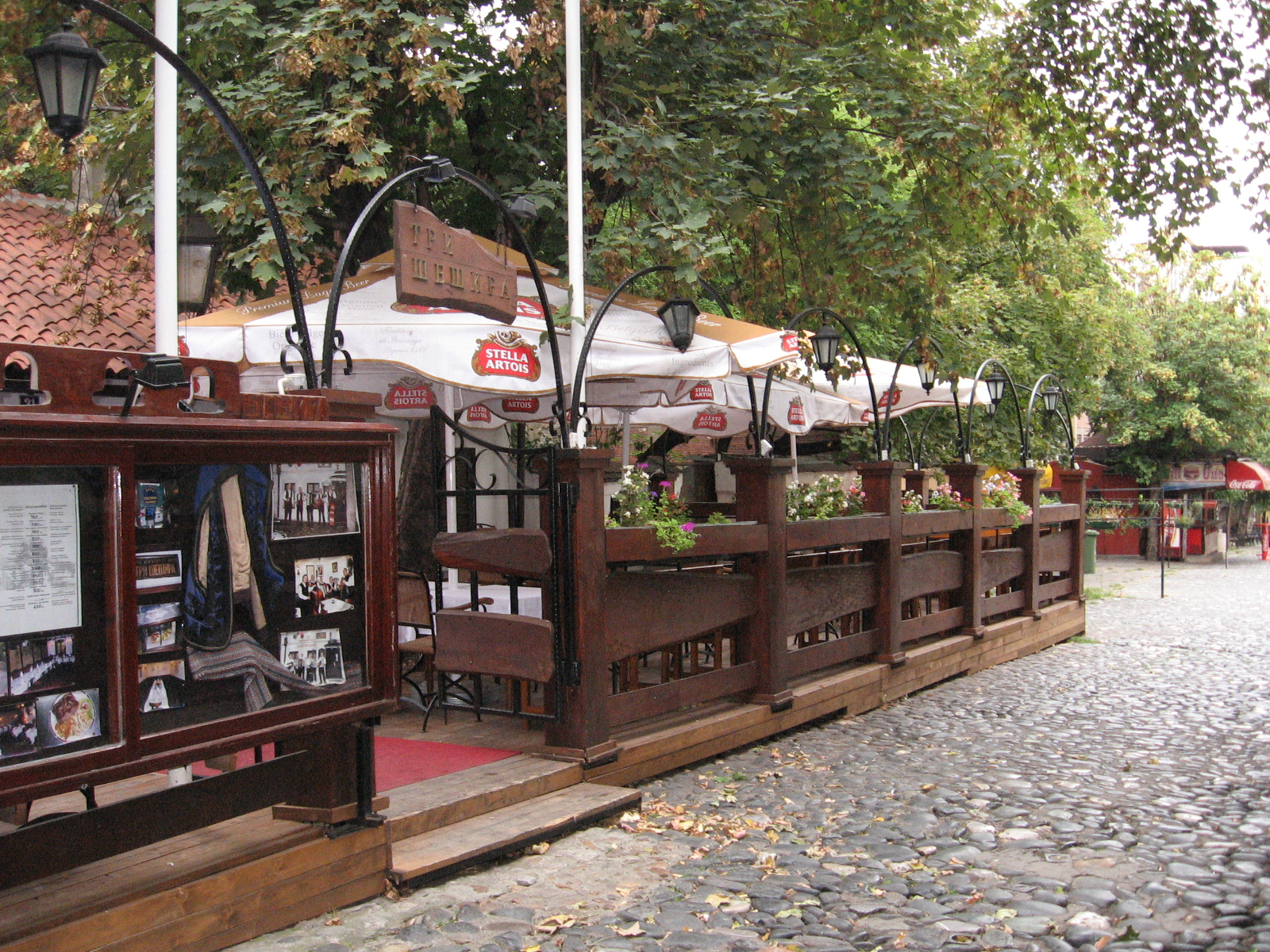
Restaurante «Tri šešira».

Las primeras casas del vecindario fueron construidas alrededor de 1717. El área consistía principalmente en un baldío, que se extendía hacia otras zonas de la ciudad más alejadas como la localidad de Palilula. Las primeras casas modernas en la ciudad de las que se tienen registro datan de 1825. El área, conocida como la pendiente del Danubio, a diferencia de la pendiente del Sava donde se encontraba ubicada Savamala, no era un lugar habitado más que espotáneamente. Sin embargo, los indicios de los establecimientos permanentes en Skadarlija comienzan en 1830 cuando un grupo de gitanos se instala en unas trincheras abandonadas. Como la expansión del lugar nunca estuvo en los planes, los nuevos habitantes destruyeron la trinchera, adaptando el área a su gusto. Serbios y turcos comenzaron a poblar el área hacia 1835, construyendo las primeras casas con materiales sólidos y jardines, lo que hizo que la calle comience a ser una especie de extensión entre la las puertas de Belgrado, la Puerta de Stambol y la Puera de Vidin.
La administración astrohúngara de la ciudad comenzó con la construcción de un acueducto subterráneo en la calle, necesario debido a que era objeto de múltiples inundaciones, cuyo comienzo era un gran arco en la ciudad albanesa de Skadar —que terminó dándole el nombre a la calle, nunca modificado desde 1872—, con lo que movió diversas construcciones de lugar. Con la construcción del Museo Nacional de Serbia, que fue posible gracias a la demolición de caravasares otomanos, precursoras de las kafanas: populares bistrós balcánicos de origen turco, en su sitio, muchas de ellas instalaron sus locales en Skadarlija a finales del siglo XIX y sobre todo a partir de 1901. La Segunda Guerra Mundial dejó en ruinas a la calle, que solo recuperó su aspecto gracias a programas de los comunistas que decidieron revitalizar el lugar como un espacio cultural durante la era de Josip Broz Tito, que en la década de 1950, inició un plan de revitalización de la calle.
El lugar pasó a ser asociado, no solamente con artistas e intelectuales serbios, sino de toda Yugoslavia, como Dobrica Milutinović, Žanka Stokić, Ilija Stanojević, Tin Ujević, Gustav Krklec, Stevan Sremac, Antun Gustav Matoš, Zuko Džumhur, Momo Kapor y Silvana Armenulić. En la actualidad, además de bares con músicos tocando canciones tradicionales serbias, el lugar es sitio de restaurantes de comida tradicional serbia y es un lugar habitual de visita de dirigentes extranjeros que visitan Serbia.